# Эрик Магнуссон (герцог Сёдерманландский)
Эрик Магнуссон (швед. Erik Magnusson; 1282 — 16 февраля 1318) — герцог Сёдерманландский, Свеаландский, Дальсландский, Вестергётландский, Вермландский и Северно-Халландский, второй сын короля Швеции Магнуса Ладулоса, фактический соправитель своего брата короля Биргера в 1306—1317, отец короля Магнуса Эрикссона.

## Биография

### Ранние годы
Родился около 1282 года, был вторым сыном шведского короля Магнуса Ладулоса и его супруги Хельвиг Гольштейнской. С 1290 года, после смерти своего отца, стал наследником престола Швеции. В 1302 году получил титул герцога Сёдерманландского, также получил в управление часть Уппланда.
Эрик, более способный, образованный и амбициозный, чем его старший брат, король Биргер,  умел привлекать к себе сторонников. Ближайшим союзником Эрика был его младший брат Вальдемар, герцог Финляндский.

### Борьба за власть
Король Биргер, боявшийся усиления своих братьев, в 1304 году осадил замок Нючёпинг, принадлежавший Эрику, и вынудил их подписать соглашение, по которому они лишались своих владений и высылались из страны, и братья прибыли ко двору короля Норвегии Хокона V. В 1305 году Биргер вернул им их земли и титулы. В то же время, Эрик получил от короля Норвегии в управление область Кунингхалла на границе Норвегии и Швеции, а от короля Дании — северную часть области Халланд.
В начале 1306 года Эрик вместе с Вальдемаром добились от короля Биргера казни влиятельного придворного Торгильса Кнутссона, долгое время бывшего регентом государства. В сентябре 1306 года братья арестовали самого Биргера и стали управлять Швецией от его имени. Началась война, в которой король Дании Эрик VI поддерживал Биргера, а король Норвегии Хокон V воевал на стороне Эрика, и в итоге в 1308 году братья были вынуждены освободить Биргера, который бежал в Данию.
После этого Эрик заключил сепаратный мир с датчанами, чем сильно оскорбил Хакона. Тот потребовал от Эрика возвратить город Кунгахаллу в Бохусланне, дарованный ему незадолго до этого, от чего Эрик отказался. Тогда Хакон в 1309 году заключил мир с датчанами, положивший конец череде норвежско-датских войн, и в союзе с Эриком Менведом пошёл войной на братьев. Однако Эрик Магнуссон, благодаря своему полководческому таланту, разгромил союзников при Нючёпинге. В 1310 году братья заключили в Хельсингборге мир. Биргер сохранил за собой титул конунга, но под его властью остались лишь Уппланд, Нерке, Сёдерманланд (бывшее герцогство Эрика), Эстергётланд, остров Готланд и крепость Виборг. Эрику достались Вестергётланд, Дальсланд, Вармсланд, Кальмар и север Халланда. Он также обещал вернуть Норвежской Державе Кунгахаллу, но обещания не сдержал.
В 1312 году Эрик Магнуссон женился на дочери норвежского короля Хакона V, 11-летней Ингеборге Норвежской, в то же время его брат Вальдемар женился на родственнице короля Норвегии Ингеборг Эриксдоттир, в Осло была проведена двойная свадебная церемония. В 1316 году у супругов родился сын Магнус, а в 1317 году — дочь Евфимия.

### Гибель
В декабре 1317 года король Биргер пригласил своих братьев Эрика и Вальдемара в Нючёпинг, куда они прибыли в ночь с 10 на 11 декабря. Там их взяли под стражу, и долгое время никто не объявлял об их судьбе. Позднее были найдены документы об их казни 16 февраля 1318 года.
В апреле 1318 года жёны герцогов начали войну против Биргера за их освобождение и были поддержаны архиепископом Швеции Эсгером Юулом (швед. Esger Juul) и братом датского короля Кристофером. Позднее Биргер заявил о смерти своих братьев, но после этого восстание только усилилось и в 1319 году Биргер был свергнут.

## Семья
Эрик Магнуссон был женат с 1312 года на старшей дочери норвежского короля Хакона V Святого — Ингеборге (1301—1361). У них было двое детей:
- Магнус (1316—1374), король Швеции (1319—1364) и Норвегии (1319—1343). Унаследовал корону Норвегии, так как его дед по матери Хакон V не оставил сыновей.
- Евфимия (1317—1370), была замужем за Альбрехтом II Мекленбургским, один из её сыновей — Альбрехт Мекленбургский, стал королём Швеции (1364—1389), но не удержался у власти.

## Наследие
Эрик Магнуссон является центральной фигурой «Хроники Эрика» — исторического сочинения, написанного в 1320-е годы, и описывающего историю династии Фолькунгов от её основания до 1319 года.